# 白樺学園高等学校
白樺学園高等学校（しらかばがくえんこうとうがっこう、英: Shirakaba Gakuen Senior High School）は、北海道河西郡芽室町にある男女共学の私立高等学校である。略称は「白樺学園」・「白樺高校」で、北海道河西郡芽室町では唯一の私立高等学校である。

## 沿革
- 1958年 - 帯広商業高等学校として、帯広市白樺（現：帯広市白樺十六条西）で創立。商業科を設置。
- 1963年 - 普通科（現：進学・教養コース）を設置。
- 1965年 - 白樺学園高等学校へと改称。
- 1971年 - 全国高校スケート大会において男子チームが初優勝。
- 1974年 - 商業科を廃止。
- 1983年 - 普通科体育コースを設置。
- 1995年 - 河西郡芽室町北伏古東7線へ校舎移転。
- 2004年 - 進学コースを設置。
- 2006年 - 野球部が第88回全国高等学校野球選手権大会に初出場。
- 2011年 - 野球部が第93回全国高等学校野球選手権大会2度目の出場。
- 2015年 - 野球部が第97回全国高等学校野球選手権大会3度目の出場。
- 2020年 - 野球部が第92回選抜高等学校野球大会に初出場が決定するも、新型コロナの世界的蔓延により開催されず。代替として開催された交流試合の最終戦では山梨学院に敗れる。
- 2024年 - 野球部が第106回全国高等学校野球選手権大会4度目の出場。

## 体育コース
白樺学園における最大の特徴は、アスリートコース（アスリートコース）の設置である。2006年現在、北海道十勝支庁（現・十勝総合振興局）管内において体育科に相当する学科等を設置している高等学校は白樺学園のみである
アスリートコースの生徒は、以下の9部の中からいずれか1つを選択し、これに所属する。
- スピードスケート部（男女）
  - 1971年の全国高校スケート大会（現在の全国高等学校総合体育大会スピードスケート競技会）優勝以降、複数の大会優勝実績があり、また冬季オリンピック出場者を複数輩出している。
- 陸上競技部（男女）
- 野球部（男）
  - 2006年夏（第88回）に初出場を果たした。2011年夏（第93回）に5年ぶり2回目の出場で初勝利を果たした。2015年夏（第97回）にも出場した。また、2015年の北海道での招待試合では全国の名門・強豪でもある大阪桐蔭に勝利した[1]。
- バスケットボール部（男女）
  - 第72回、第74回のウインターカップに男子が出場した。
- アイスホッケー部（男）
  - 全国高等学校アイスホッケー競技選手権大会（全国高等学校総合体育大会）優勝4回（第58回、第59回、第62回、第63回）
- バレーボール部（男女）
- サッカー部（男）

## 著名な出身者

### ウインタースポーツ
- 石野枝里子 - スピードスケート選手
- 郷亜里砂 - スピードスケート選手
- 土井槙悟 - スピードスケート選手
- 長谷川翼 - スピードスケート選手
- 堀川桃香 - スピードスケート選手
- 糸川敏彦 - 元スピードスケート選手
- 大津広美 - 元スピードスケート選手
- 大山三喜雄 - 元スピードスケート選手
- 川原正行 - 元スピードスケート選手
- 篠原雅人 - 元スピードスケート選手
- 島崎京子 - 元スピードスケート選手
- 清水宏保 - 元スピードスケート選手
- 清水康弘 - 元スピードスケート選手
- 妹尾栄里子 - 元スピードスケート選手
- 大菅小百合 - 元スピードスケート選手・元自転車競技選手
- 坂田淳二 - アイスホッケー選手
- 平野裕志朗 - アイスホッケー選手
- 小林斗威 - アイスホッケー選手
- 畑山隆貴 - アイスホッケー選手
- 三田村康平 - アイスホッケー選手

### その他
- 河村説人 - プロ野球選手
- 片山楽生 - プロ野球選手
- 門馬圭二郎 - バスケットボール選手
- 杉森輝大 - 競輪選手・元スピードスケート選手
- 三谷幸宏 - 競輪選手・元スピードスケート選手
- 渡邊ゆかり - 競輪選手・元スピードスケート選手
- 堀井学 - 元衆議院議員・元北海道議会議員・元スピードスケート選手

## 系列校
- しらかば幼稚園